# Archidium acanthophyllum
Archidium acanthophyllum là một loài rêu trong họ Archidiaceae. Loài này được Snider mô tả khoa học đầu tiên năm 1975.